# Vairë
Vairë is een personage uit de boeken van J.R.R. Tolkien. Haar echtgenoot is Mandos en zij leeft met hem in zijn zalen.
Vairë's bijnaam is de Weefster. Zij weeft de geschiedenis van de wereld.